# Stylogaster aldrichi
Stylogaster aldrichi är en tvåvingeart som beskrevs av Camras och Parrillo 1985. Stylogaster aldrichi ingår i släktet Stylogaster och familjen stekelflugor. Inga underarter finns listade i Catalogue of Life.